# Jurica Popović
Jurica Popović (Metković, 24. rujna 1958. – Zagreb, 28. prosinca 2023.) bio je hrvatski glazbenik i kantautor. Osnivač je sastava Trotakt projekt (1981.) i Gracia (1989.) te autor pjesama (skladatelj, tekstopisac, aranžer i producent) koje su izvodila ova dva sastava. Godine 1990. osnovao je svoj studio za snimanje i izdavačku kuću Magic Music.
Dobitnik je godišnje Nagrade grada Metkovića "Narona" u području kulture za 2015. godinu

## Diskografija
Singlovi (Trotakt projekt)
- 1984. – "Rolana" / "Ja želim nešto drugo" (Jugoton)
- 1984. – "Zaplešimo" / "CDDA" (Jugoton)

Albumi sa sastavom Gracia
- 1990. – Gracia (Magic Music)
- 1993. – Vrijeme snova (Orfej/Euroton)
- 1994. – Jer tu ima neki crni vrag (Orfej/Ruby)
- 1994. – Dancetheria (CBS)
- 1995. – 4. (Croatia Records)
- 1996. – Arena (Croatia Records/Magic Music)
- 1997. – Etno baš hoću (Croatia Records/Magic Music)
- 1999. – Cvijet s Juga (Magic Music)
- 2001. – Dancemix (Memphis/Magic Music)
- 2003. – Carica (Croatia Records)
- 2008. – Krv nije voda (Dancing Bear)
- 2010. – Drndaj...svadba je!!!
- 2011. – R.I.P. (Repriza izgubljene priče) - Trotakt projekt (2CD/DVD - Croatia Records)

Autorski albumi
- 2013. – Moj obračun s njima
- 2015. – Lunar
- 2015. – Zrno sreće
- 2016. – Osobno
- 2017. – Sol Invictus
- 2023. – Preslagivanje

## Vanjske poveznice
- Bojan Mušćet: Jurica Popović: Autor s četiri solo-karijere